# Paroháč

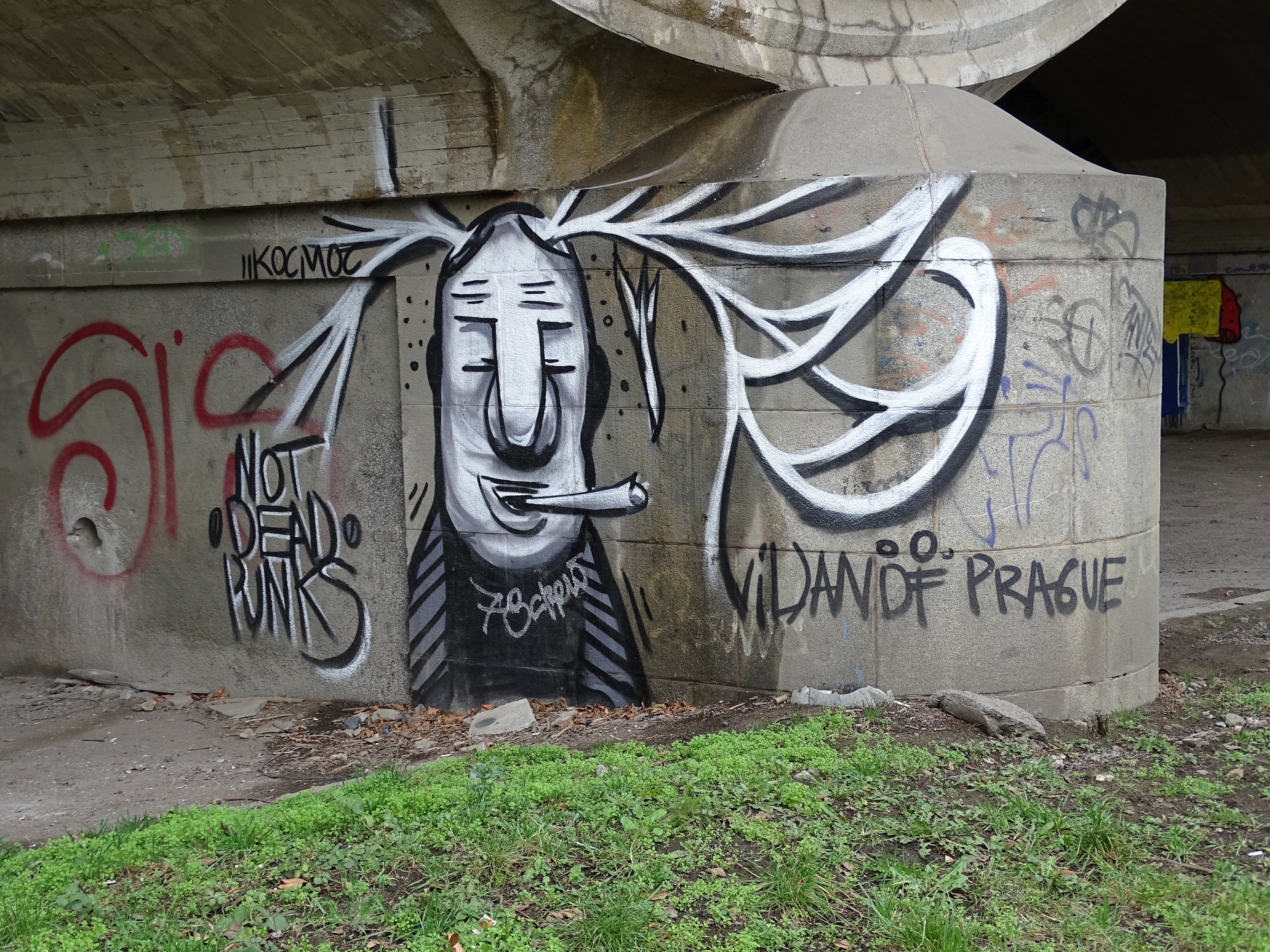
Graffiti paroháče na Hlávkově mostě v Praze

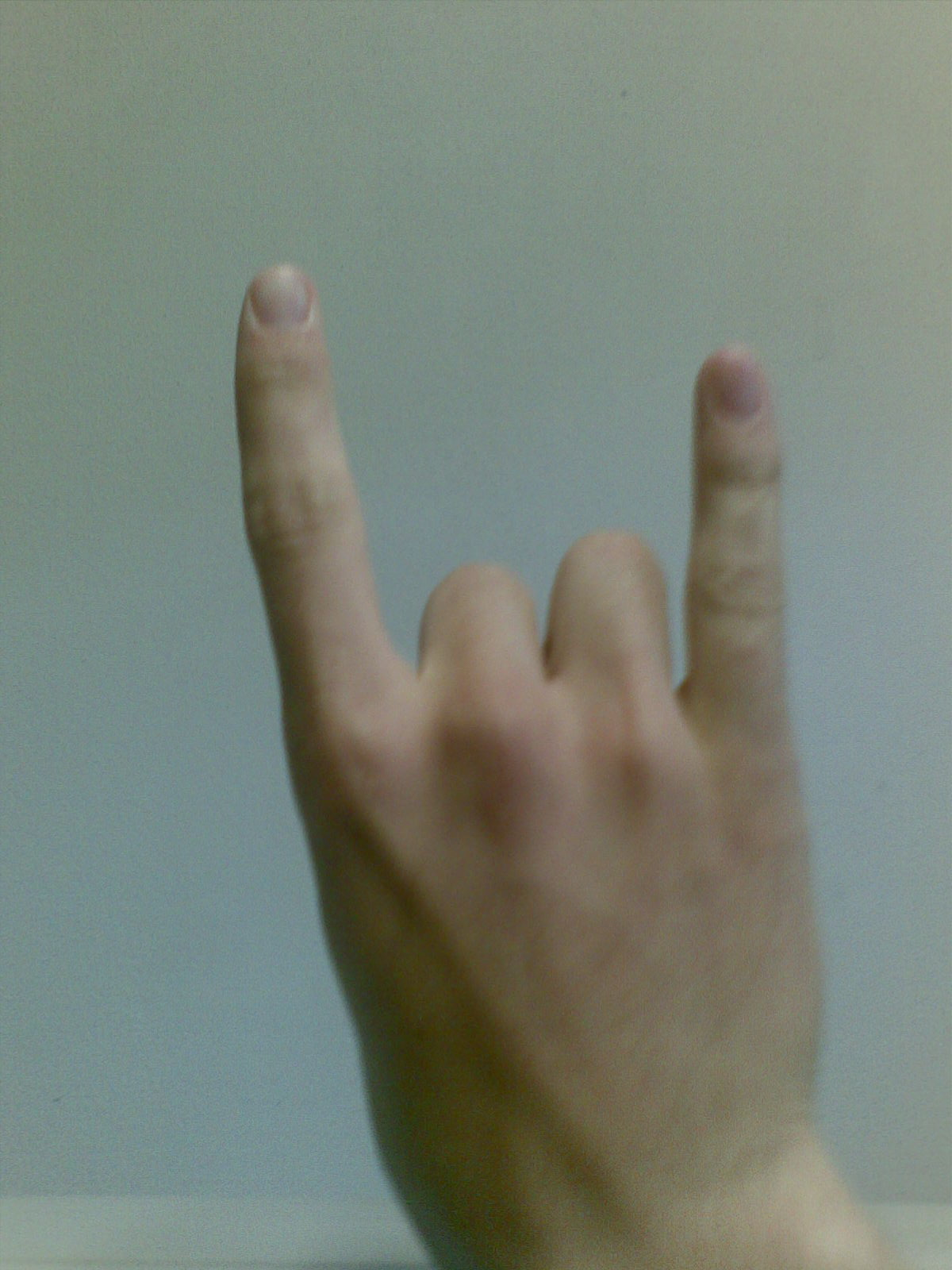
Urážlivé gesto paroháče

Paroháč je označení pro muže, jemuž byla jeho žena nevěrná. Metafora s parohy existuje kromě češtiny také v dalších jazycích (italsky cornuto, rusky рогоносец (rogonósjec) apod.), ale např. v angličtině se používá výraz cuckold (ze starofr. cuccu – kukačka), německy Hahnrei nebo Gehörnter (což je ale také rohatý – ďábel). Pojem „paroháč“, francouzsky porter des cornes, byl podle Rabelaise v jeho době už notoricky známý, v literatuře se s ním lze setkat mj. také u Molièra nebo v českém prostředí v Nezvalově hře Manon Lescaut.
Proč paroháč? Byzantský císař Andronikos Komnénos prý muže svých milenek obdarovával jeleními parohy, čímž jim bylo zajištěno mnoho benefitů, zvláště právo lovu v císařských honitbách.
Podle jiné hypotézy je však jméno odvozeno od „žárlivého“ chování jeleních samců v období říje, kdy obhajují harém laní před všemi soky. Často se ale stává, že právě ve chvíli, kdy jelen- pán harému bojuje se svým sokem, využije toho jiný, obvykle mladší, jelen a některou z jeho laní rychle spáří.

## Paroháč jako fetiš
Na rozdíl od tradiční definice termínu „paroháč“, častěji v tomto smyslu pod anglickým termínem „cuckold“, je ve fetišistickém pojetí muž, který je při sledování manželky spoluviníkem sexuální „nevěry“. Pokud si pár dokáže ponechat fantazii v ložnici, nebo se společně dohodne na její realizaci, kde oba z páru souhlasí, tak to ve skutečnosti vztah nepoškodí. Primárním iniciátorem paroháčské fantazie je však téměř vždy ten, kdo je ponižován, neboli „paroháč“: paroháč přesvědčí svou manželku nebo přítelkyni ke konání tohoto aktu. Někteří „paroháčci“ mohou dávat přednost tomu, aby situaci inicioval milenec jejich manželky. Tento fetiš nefunguje, pokud je „paroháč“ ponižován proti své vůli.

### Důvody dobrovolného ponížení
Zde je uvedeno několik důvodů, proč některé muže vzrušuje fantazie stát se paroháčem.
- „Paroháč“ je vzrušen z toho, že je vzrušena jeho partnerka a on to může sledovat.
- Složitá povaha muže, kdy je často dominantní v každodenním životě a někdy i v tom sexuálním, ale touží po zvláštním druhu ponížení nebo degradace.
- „Paroháč“ je vzrušen, pokud se o jeho partnerku zajímají jiní muži, nebo dokonce, pokud má jeho žena či přítelkyně zájem o jiného muže. Vzrušení „paroháče“ pramení ze skutečnosti, že lidé chtějí něco, co nemohou mít nebo co je pro ně velmi nejisté.
- Z důvodu nějakého traumatu:
  - problémy v rodině – násilí, domácí týrání, ponižování v dětství…,
  - byli podvedeni svým současným nebo bývalým partnerem a jejich mysl se s tím vyrovnává tímto způsobem.

Je však důležité si uvědomit, že tento čin ve smyslu fetiše je prováděn v pozitivním smyslu. Oba partneři mají tento čin rádi a chtějí ho realizovat nebo s ním alespoň souhlasí a realizují ho pro potěšení druhého z partnerů. Ve výsledku může být tato fantazie ve zdravém vztahu velmi prospěšná. Pokud oba vědí, co chtějí, mají ve vztahu jasno a důvěřují si, tak tento akt může jejich vztah velmi prohloubit.